# Ahmad Tajuddin
Ahmad Tajuddin, né le 22 août 1913 à Bandar Brunei et mort le 3 juin 1950 à Singapour, est le 27e sultan de Brunei. Il a régné du 11 septembre 1924 à sa mort.
C'est sous son règne que d'importants gisements pétroliers sont découverts à Seria en 1929[réf. nécessaire].